# Erica Jong
Erica Jong, nata Mann (New York, 26 marzo 1942), è una scrittrice, saggista e poetessa statunitense.

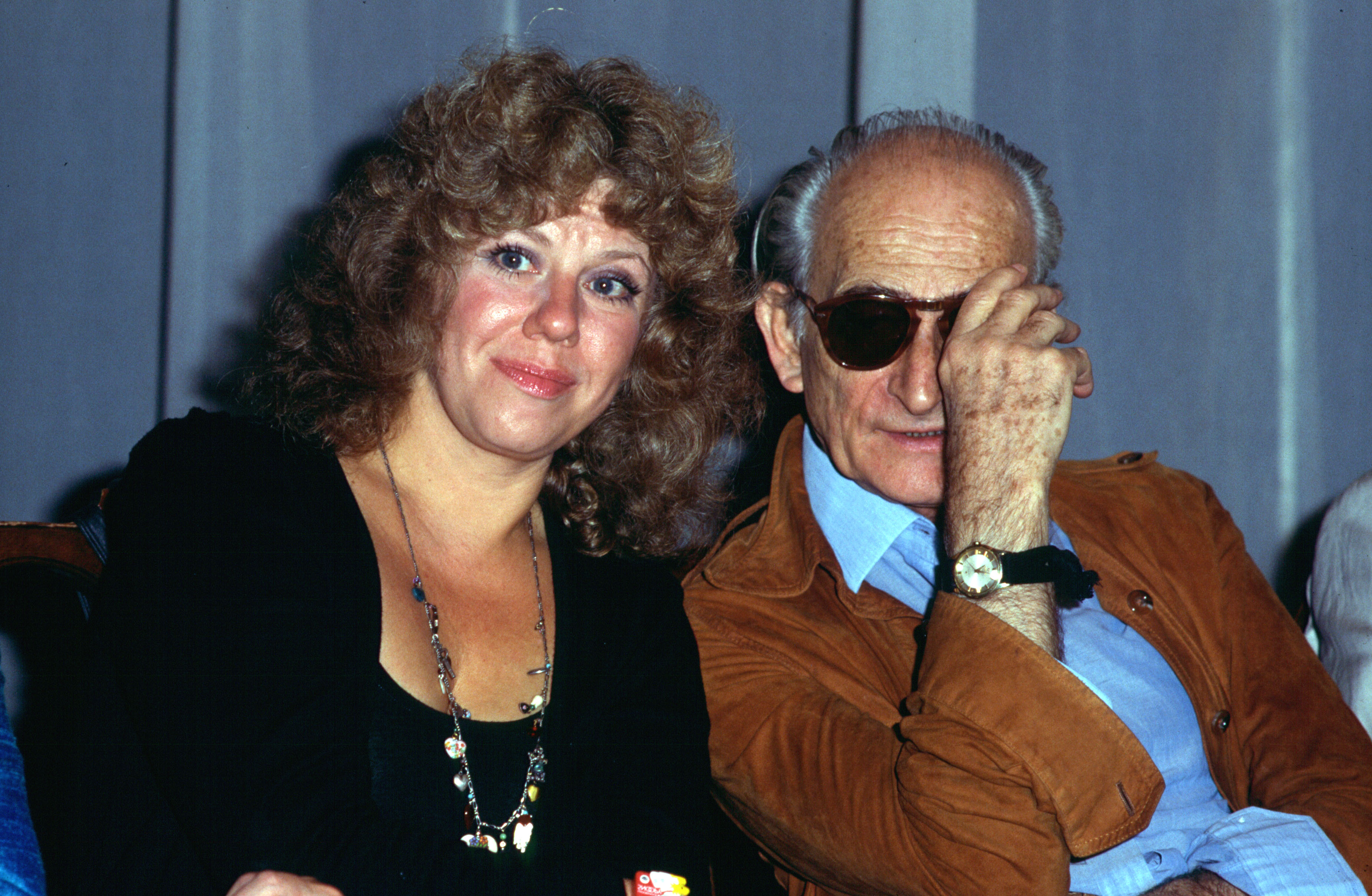
Con Balthus, giurati alla Mostra del cinema di Venezia del 1984

Laureatasi nel 1963 al Barnard College, con un master in letteratura inglese del diciottesimo secolo alla Columbia University (1965), Erica Jong è conosciuta soprattutto per il suo primo romanzo, Paura di volare (1973), col quale creò scalpore per la franchezza usata nel trattare temi delicati come il desiderio sessuale femminile.

## Vita e opere
Erica Jong è cresciuta a New York, figlia di Seymour Mann (nato Nathan Weisman), un musicista ebreo di origini polacche, e della sua prima moglie, Eda Mirsky, una pittrice e disegnatrice di tessuti, la cui famiglia era immigrata negli Stati Uniti dall'Inghilterra e prima ancora dalla Russia. Ha una sorella maggiore, Suzanna, che ha sposato un uomo d'affari, il bioagricoltore e personaggio televisivo libanese Arthur Daou, e una sorella minore, Claudia, che ha sposato Gideon Oberweger ed è una assistente sociale nel settore dei bambini. Tra i suoi nipoti c'è Peter Daou, che scrisse The Daou Report per Salon.com e fa parte del duo musicale The Daou. Si è sposata quattro volte ed ha vissuto per tre anni, dal 1966 al 1969, a Heidelberg, in Germania, con il secondo marito, con il quale ha abitato in una base dell'esercito. Ha visitato frequentemente Venezia, una città che fa da sfondo al romanzo Shylock's Daughter (2006).
Erica Jong inizia la sua attività letteraria nel 1971 con una raccolta di poesie dal titolo Frutta e verdura (1973), ma conquista la popolarità nel 1974 con il suo primo romanzo Paura di volare nel quale vengono messi in risalto i temi del femminismo degli anni sessanta, vissuti dalla protagonista Isadora Wing. Il romanzo è in parte autobiografico; infatti i primi due matrimoni, con il compagno di college Michael Werthman e con Allan Jong, uno psicanalista americano di origine cinese, trovano molti paralleli nella narratrice. Nei due romanzi, Come salvarsi la vita del 1977 e in Paracadute e baci del 1984, la storia di Isadora assume un carattere maggiormente autobiografico con il racconto del matrimonio con il terzo marito, Jonathan Fast, un romanziere ed educatore nei servizi sociali, figlio del romanziere Howard Fast. Protagonista dei romanzi, una scrittrice che ha avuto grande successo nel mondo dei media. Risale al 1980 il romanzo Fanny, dove riscrive in modo arguto ed erudito le vicende di Fanny Hill, che erano state narrate da John Cleland nel capolavoro della narrativa erotica del Settecento con il titolo Fanny Hill: or, the Memoirs of a Woman of Pleasure.
Le opere successive sono tutte incentrate sul mondo femminile e per lo più a carattere autobiografico, come il saggio del 1981 Streghe, Il mio primo divorzio del 1984, Serenissima del 1987, La ballata di ogni donna del 1990, Paura dei cinquanta del 1994, Inventare la memoria: romanzo di madri e figlie del 1997. Nel 2003 pubblica "Il salto di Saffo", ricostruendo la vita della poetessa di Lesbo, Saffo, sulla base delle poche notizie disponibili circa la sua vita, approfondendole con l'immaginazione e ricreando una storia introspettiva e al tempo stesso avventurosa. 
L'ultima opera pubblicata in Italia da Bompiani, nel 2006, è Sedurre il demonio; è la sua autobiografia, dalle prime esperienze nel mondo della letteratura alle sue travagliate vicende intellettuali ed amorose, fra le quali una breve relazione che la Jong ha avuto con l'editore Andy Steward.
Attualmente è sposata con il suo quarto marito, Ken Burrows, un avvocato di New York. Verso la fine degli anni '90 la Jong ha pubblicato un articolo sul suo quarto matrimonio sul periodico Interview. Poiché sia lei che suo marito hanno conosciuto i risvolti negativi di un matrimonio, hanno stipulato un accordo prematrimoniale. Dopo dieci anni hanno deciso che non era più necessario e lo hanno cerimoniosamente bruciato. Questo atto si è trasformato in una tradizione in alcuni ambienti.
Erica Jong negli ultimi due anni è scivolata nella demenza, recentemente la figlia Molly Jong-Fast ne ha raccontato il declino in modo impietoso in articoli su pubblicazioni e in un libro autobiografico intitolato How To Lose Your Mother pubblicato nel giugno 2025 negli USA.

## Omaggi
- Erica Jong è citata nella canzone Highlands di Bob Dylan.[4]

## Opinioni sull'11 settembre
La Jong ha pubblicamente messo in dubbio la versione ufficiale dell'11 settembre. Ha fatto un'apparizione allo Showbiz Tonight e, più recentemente, al Real Time with Bill Maher. Ha espresso appoggio a Charlie Sheen nel suo 9/11-Related Interviews, definendolo un "uomo coraggioso".

## Opere

### Romanzi
- Paura di volare (Fear Of Flying) (1973)
- Come salvarsi la vita (How To Save Your Own Life) (1977)
- Fanny[6] (Fanny, Being The True History of the Adventures of Fanny Hackabout-Jones) (1980)
- Paracadute e baci (Parachutes & Kisses) (1984)
- Serenissima (Shylock's Daughter)(1987)
- La ballata di ogni donna (Any Woman's Blues) (1990)
- Inventare la memoria: romanzo di madri e figlie (Inventing Memory: a Novel of Mothers and Daughters)1997)
- Il salto di Saffo (Sappho's Leap) (2003)
- Fear of Dying ('Paura di morire') pubblicato in Italia da Bompiani con il titolo 'Donna felicemente sposata cerca uomo felicemente sposato' (2015)

### Saggi e romanzi autobiografici
- Streghe (Witches) (1981, 1997, 1999)
- Il mio primo divorzio (Megan's Book of Divorce) (1984, 1996)
- The Devil at Large: Erica Jong on Henry Miller (1993)
- Paura dei cinquanta(Fear of Fifty: A Midlife Memoir) (1994)
- Che cosa vogliono le donne? (What Do Women Want? Bread Roses Sex Power) (1998)
- Sedurre il demonio: scritti della mia vita (Seducing the Demon : Writing for My Life) (2006)
- (EN) Bad Girls: 26 Writers Misbehave essay, "My Dirty Secret" (2007)
- Senza cerniera: la mia vita (2021)

### Poesie
- Frutta e verdura (Fruits & Vegetables) (1971, 1997)
- Half-Lives (1973)
- Loveroot (1975)
- At the Edge of the Body (1979)
- Ordinary Miracles (1983)
- Becoming Light: New and Selected (1991)

## Premi
- Bess Hokin Prize (1971) per Frutta e verdura
- Premio Sigmund Freud per la letteratura (1975)
- United Nations Award For Excellence In Literature (1998)
- Deauville Award For Literary Excellence In France
- Premio Fernanda Pivano